# Pseudochelidon
Pseudochelidon is een geslacht van zangvogels uit de familie zwaluwen (Hirundinidae).

## Soorten
Het geslacht kent de volgende soorten:
- Pseudochelidon eurystomina  – Congozwaluw
- Pseudochelidon sirintarae  – Siantarazwaluw